# 蔭凉軒日録
『蔭凉軒日録』（「蔭涼軒日録」 いんりょうけんにちろく）は、室町中期の京都・相国寺鹿苑院内に設置された蔭涼軒において、歴代の軒主が記した公用日記。

## 概要
蔭涼軒は、足利義持が相国寺鹿苑院内に設けた書院であり、参禅聴講などの宗教活動を通じて将軍と禅宗（臨済宗）との連絡窓口となる役割を担った。蔭涼軒には留守僧（後に「軒主」と呼ばれる）が置かれ、五山十刹の住持任免や寺領管理を行う僧録を補佐し、将軍に対して僧事の取次・披露を担うなど、宗教行政上の要職にあった。特に、季瓊真蘂が軒主に就任すると、その政治的背景と人脈を背景に、僧録をもしのぐ実権を有した時期もあった。『蔭涼軒日録』は、こうした軒主の公務記録として筆録されたものである。大正中期に東京帝国大学図書館に移され、1923年関東大震災により原本は失われた。ただし、写本や抄本の形で後世に伝わっており、現存する記録から部分的に内容を復元することが可能である。『蔭涼軒日録』は、『鹿苑日録』『本光国師日記』と並ぶ五山禅林の三大公的記録の一つと位置付けられ、宗教史・文化史・政治史の研究において不可欠な史料である。現存する部分をもとにしても、室町幕府と禅宗との緊密な関係、寺院行政の制度的実態、また将軍の宗教的関心などが浮かび上がる。

## 成立と記録期間
現存する筆録は、主に以下の三者によるものである。
第一に、季瓊真蘂による筆録部分であり、1435年（永享7年）から1441年（嘉吉元年）および1458年（長禄2年）から1466年（文正元年）に及ぶ。この部分は特に詳細かつ整然としており、住持任免や寺院の上申、公務の取次といった記録が忠実に綴られている。季瓊が赤松氏の一族であったことから、将軍家との関係性や政治的背景に関する記事も含まれており、室町幕府中期の政治・宗教両面における動向を知る上で貴重な史料である。
第二に、亀泉集証による筆録がある。これは1484年（文明16年）から1493年（明応2年）に及び、益之宗箴の在任期間も含むが、最近の研究では益之の時期も亀泉による筆録と見なされている。この部分では公務にとどまらず、詩会や将軍との問答、私的見聞なども多く記録されており、公用日記というよりも文人としての個人的記録の性格を帯びている。そのため、禅宗文化史や室町期文芸の資料としても価値が高い。
第三に、継之景俊による筆録とみられる記録が、『鹿苑日録』中の「鹿苑院古文案」として残されている。これは断片的ではあるが、1553年（天文22年）から1572年（元亀3年）にかけての若干の記事が含まれ、蔭涼軒の制度が16世紀後半まで続いていたことを示している。
なお、『蔭涼軒日録』には、上述の筆録部分以外の記録もかつては存在していたと考えられるが、それらは現在確認されていない。

## 伝本
伝本としては、尊経閣文庫本（前田家本）、内閣文庫架蔵「翰林本」などがあり、それぞれ写本の系統や内容に若干の差異がある。特に尊経閣本は、江戸時代に精密な影写が行われたもので、原本喪失後の最重要写本とされている。『大日本仏教全書』版は早くに活字化されたが、多くの錯簡を含んでおり、『増補続史料大成』版などによって校訂されている。

## 関連事項
- ラーメン - 文明17年5月17日（1485年6月29日）の記録に、材料として小麦粉とかん水を使う「経帯麺」の記事があり、日本初のラーメンである可能性が示されている（ラーメン#沿革参照）。
- 炬燵 - 延徳2年（1490年）10月の記事にあり、日本における文書の記録の嚆矢とされる。